# Bechira Demokratit
Ha-Bechira ha-Demokratit (hebräisch הַבְּחִירָה הַדֵּמוֹקְרָטִית HaBchīrah haDemōqraṭīt, deutsch ‚Die demokratische Wahl‘) war eine Kleinstpartei in Israel.
Die Partei ging im Jahr 1999 aus einer Abspaltung von Jisraʾel baʿAlija durch Roman Bronfman und Alexander Tzinker hervor. Die zunächst namenlose Gruppe wurde erst Machar (deutsch morgen), ein Akronym für Mifleget Chevra wə-Reformot (hebräisch מִפְלֶגֶת חֶבְרָה וְרֵפוֹרְמוֹת ‚Partei der Gesellschaft und Reformen‘), genannt, wenige Monate später dann ha-Bechira ha-Demokratit. Bei den Parlamentswahlen 2003 trat Bechira Demokratit auf einer gemeinsamen Liste mit Meretz und Jossi Beilins Schachar an. Der fünfte Listenplatz war für ha-Bechira ha-Demokratit reserviert. Allerdings trennte sich Tzinker von Bronfman und gründete die Partei Bürger und Staat. Die linke Meretz wurde für ihr Zusammengehen mit Bronfman kritisiert, profitierte gleichwohl von dem Bündnis. Die gemeinsame Liste erhielt in der Wahl 2003 sechs Mandate, somit zog Bronfman erneut in die Knesset ein. Tzinkers Abspaltung Bürger und Staat hingegen verfehlte die erforderliche Stimmenanzahl zum Einzug in die Knesset deutlich. Auch in einige Kommunalparlamente konnte ha-Bechira ha-Demokratit einziehen, so z. B. in Haifa. Als sich im Jahr 2004 Meretz und Schachar zu einer Partei zusammenschlossen, blieb Bechira Demokratit eigenständig, die gemeinsame Liste wurde allerdings beibehalten. Vor den Parlamentswahlen 2006 gab es Gespräche über einen Wechsel zahlreicher von Schinnui enttäuschter Abgeordneter, die jedoch schließlich die Partei Chetz gründeten. Ha-Bechira ha-Demokratit trat daraufhin weder 2006 noch bei den Parlamentswahlen 2009 an.
Die Partei wurde später aufgelöst, bevor sie von Jaʾir Golan im Vorfeld der Wahlen 2020 wiederbelebt wurde.
Am 7. Januar 2020 stimmte die Bechira Demokratit zu, die Wahlen auf einer gemeinsamen Liste mit Meretz zu bestreiten. Am 13. Januar erklärte sich Meretz bereit, eine gemeinsame Liste (ʿAvodah-Gescher-Meretz) mit ʿAvodah und Gescher zu bilden, wobei Jaʾir Golan zu Meretz stieß.